# Ronde van Italië voor vrouwen 2007
De Ronde van Italië voor vrouwen 2007 (Italiaans: Giro Donne 2007) werd verreden van zaterdag 6 juli tot en met zondag 14 juli in Italië. Het was de 18e editie van de rittenkoers. De ronde telde negen etappes, inclusief een proloog en een tijdrit als 3e etappe.
De ronde werd gewonnen door de Litouwse titelverdediger Edita Pučinskaitė, die zowel de proloog als de tijdrit won en op één etappe na de hele ronde in de roze trui reed. De Zwitserse Nicole Brändli werd net als het jaar ervoor tweede, de Spaanse María Isabel Moreno derde en de Italiaanse Fabiana Luperini en Tatiana Guderzo werden vierde en vijfde. Beste Nederlandse op de 12e plaats was Marianne Vos die ook de 2e etappe en de puntentrui won.

## Etappe-overzicht
| Datum   | Etappe | Start – Finish                                | Afstand          | Winnaar              | klassementsleider |
| ------- | ------ | --------------------------------------------- | ---------------- | -------------------- | ----------------- |
| 6 juli  | P      | Crocetta del Montello – Crocetta del Montello | 3,0 km           | Edita Pučinskaitė    | Edita Pučinskaitė |
| 7 juli  | 1e     | Riese Pio X – Pontecchio Polesine             | 168,0 km         | Giorgia Bronzini     | Edita Pučinskaitė |
| 8 juli  | 2e     | Rio Saliceto – Correggio                      | 125,7 km         | Marianne Vos         | Diana Žiliūtė     |
| 9 juli  | 3e     | Buti – Calci                                  | 10,2 km          | Edita Pučinskaitė    | Edita Pučinskaitė |
| 10 juli | 4e     | Novara – Novara                               | 122,6 km         | Ina-Yoko Teutenberg  | Edita Pučinskaitė |
| 11 juli | 5e     | Cittiglio – Cittiglio                         | 104,5 km         | Nicole Brändli       | Edita Pučinskaitė |
| 12 juli | 6e     | Cornaredo – Cornaredo                         | 132,3 km         | Judith Arndt         | Edita Pučinskaitė |
| 13 juli | 7e     | Misinto – Ceriano Laghetto                    | 124,6 km         | Ina-Yoko Teutenberg  | Edita Pučinskaitė |
| 14 juli | 8e     | Seregno – Seregno                             | 104,4 km         | Svetlana Boebnenkova | Edita Pučinskaitė |
|         |        |                                               | Totaal: 895,3 km |                      |                   |